# Кадлубовский, Арсений Петрович
Арсе́ний Петро́вич Кадлубо́вский (1867, Москва — 1921, Константинополь) — русский литературовед, исследователь древнерусской агиографии. Профессор Харьковского, Петроградского, Пермского и Таврического университетов. Первый декан историко-филологического факультета Пермского университета.

## Биография
Родился в Москве в 1867 году; по одним данным 26 мая (7 июня) 1867 года, по другим — 2 (14) марта 1867 года. Был незаконнорождённым сыном слависта П. А. Лавровского, после смерти отца в 1886 году, жил в семье дяди Н. А. Лавровского.
Учился в 5-й (3-й?) Санкт-Петербургской гимназии и в Нежинской гимназии при историко-филологическом институте, которую с золотой медалью окончил в 1884 году. Затем окончил словесное отделение историко-филологического института (1888). Начал преподавать русский язык в харьковской женской гимназии Д. Д. Оболенской и латинский язык в Харьковской прогимназии. В 1890 году вернулся в Нежин; с 26 сентября был наставником студентов историко-филологического института, с августа 1893 года стал одновременно преподавателем института по теории словесности на словесном отделении и выполнял обязанности члена и секретаря библиотечной комиссии. В том же году 1893 году он сдал магистерский экзамен по русскому языку и словесности в Харьковском университете. В сентябре 1899 года перешёл на службу в Харьков: преподавал в Харьковском университете в качестве приват-доцента по кафедре словесности.
Защитил в Варшавском университете диссертацию «Очерки по истории древнерусской литературы житий святых», публиковавшуюся выпусками, а в 1902 году вышедшей отдельным изданием — по мнению современного исследователя, этому труду принадлежит заслуга первого аргументированного возражения В. О. Ключевскому, низко оценивавшему источниковедческий потенциал житийной литературы. За эту работу в 1903 году Кадлубовский получил почётный отзыв Ломоносовской премии.
В 1904 году был избран участником съезда славянских филологов и историков от Харьковского университета, выполнял обязанности секретаря секции. В 1905 году принимал участие в 13-м археологическом съезде в Екатеринославе. С декабря 1906 года был секретарём историко-филологического факультета Харьковского университета. Был членом правления Харьковской общественной библиотеки (1902—1915). Совместно с Михаилом Масловым и Валерием Патоковым занимался корректирование третьего тома систематического каталога библиотеки, составленного Михаилом Антоконенко.
Во время Первой мировой войны в 1915 году переехал в Петроград (о его курсе в Петроградском университете, посвящённом житиям святых, вспоминает со сдержанной неудовлетворённостью В. В. Виноградов).
В 1916 году, когда в Перми открылся филиал Петроградского университетата, стал преподавать там древнерусскую литературу на историко-филологическом факультете. Занимался также фольклорными и этнографическими изысканиями. Являлся первым директором научной библиотеки университета. Стал первым деканом историко-филологического факультета Пермского отделения Петроградского университета (октябрь 1916 — май 1917), а затем самостоятельного Пермского университета (июнь 1917 — сентябрь 1918).
Его короткое пребывание в Перми было отмечено многогранной организационной, педагогической, научной и общественной деятельностью. Он был деканом историко-филологического факультета, заведовал фундаментальной библиотекой университета, по кафедре русской литературы и русского языка читал курс «Древняя русская литература и народная словесность», вел просеминарий по древнерусской литературе, вошёл в состав научно-промышленного музея и принял на себя заведование этнографическим отделом, состоял в лекционном бюро, по линии которого выступал с лекциями о народной литературе, описал рукописи, принадлежащие духовной семинарии, участвовал в разработке плана создания Народного университета в Мотовилихе. Весной 1917 г. А. П. Кадлубовский и П. С. Богословский совершили научную экспедицию на деньги, пожертвованные Н. В. Мешковым на исследование Урала и Прикамского края. Их путь пролегал по маршруту: Усолье — Соликамск — Чердынь — Пыскор — Орёл — Городок — Бахари на р. Вишере. Ученые собрали богатый фольклорный, этнографический и археологический материал. А. П. Кадлубовский возглавлял также комиссию по подготовке «Записок» Пермского университета.
В 1919—1920 годах — профессор Таврического университета, сблизился с Сергеем Булгаковым и Георгием Вернадским. Эмигрировал и вскоре после этого умер в окрестностях Константинополя.

## Научная деятельность
А. П. Кадлубовский интересовался древнерусской агиографической литературой. Он полагал, что жития нужно рассматривать как литературные памятники, которые несут в себе информацию о нравственных и религиозных установках населения Древней Руси, тогда как нам предлагают их считать историческими. Исследовав жития около тридцати святых (различные редакции житий прп. Сергия Радонежского, прп. Кирилла Белозерского, прп. Димитрия Прилуцкого, прп. Дионисия Глушицкого, Павла Обнорского, прп. Пафнутия Боровского, св. митр. Ионы, прп. Иосифа Волоцкого и др.), он опубликовал результат своего труда в виде книги очерков (1902).
Первые 4 очерка его книги были посвящены преимущественно изучению «легендарных мотивов» и установлению заимствований в русских житиях из византийских агиографических сочинений, в 5-м очерке были проанализированы «данные для истории идей и взглядов… в житиях XV и XVI в.»
Проведённый сравнительный анализ с более широким византийским сонмом святых показал, что многие русские святые являются прямым пересказом византийских источников с переносом деятельности инородного святого на русский материал и сохранением его имени. Например, житие Меркурия Смоленского (ум. 1239) является адаптацией Меркурия Кесарийского (III век), а житие Авраамия Ростовского (ум. 1077) — переложением Авраама Каррийского (V век).
Также им был сделан вывод о существовании в Московской Руси различных взглядов на «идеал монашества»: от культа внешнего подвижничества до стремления к внутреннему совершенствованию, от апологии тесного сотрудничества со светской властью до желания сохранить независимость от неё. Он считал, что развитие различных течений монашеской жизни в России было результатом «продолжительного и широкого взаимодействия условий русской жизни с культурными влияниями, шедшими… с византийского и славянского юга»; отмечал значение исихазма для формирования одного из направлений русского монашества.

## Комментарии
1. ↑  Ещё во вступительной статье к «Житию Пафнутия Боровского», соглашаясь с мнением В. О. Ключевского о «шаблонности и однообразии житий XVI в.», Кадлубовский отметил, что агиографические тексты «и при однообразии содержания могут служить выражением известного идеала и потому представляют интерес для изучения».